# بيت سيادي
 بيت سيادي  بيت تاريخي في مدينة المحرق، من البيوت الأثرية التي تعكس الهندسة المعمارية التقليدية في مملكة البحرين، تم تسجيله كأحد الآثار العالمية ضمن قائمة اليونسكو للتراث العالمي، قام ببناءه تاجر اللؤلؤ المشهور أحمد بن جاسم سيادي في جزيرة المحرق بالقرب من بيت الشيخ عيسى بن علي، يزورهما السياح من شتى بقاع الأرض.